# Спаш, Людвиг Адольф
Людвиг Адольф Спаш (Шпах) (фр. Ludwig Spach; 27 сентября 1800, Страсбург — 16 октября 1879, там же) — французский историк, юрист, переводчик, прозаик, журналист, педагог, профессор Страсбургского университета (с 1872). Писал на немецком и французском языках, используя псевдоним Луи Лафатер.
Брат Эдуарда Спаша.

## Биография
Лютеранин. Изучал право в Страсбургском университете с 1820 по 1823 год, затем работал педагогом в Париже, Риме и Швейцарии, в 1840 году был архивариусом в департаменте Нижнего Рейна, в течение 39 лет занимался организацией и систематизацией архивов Нижнего Рейна. В 1872 году стал профессором Страсбургского университета.
Усердно старался примирить эльзасцев с немцами. Участвовал в создании Общества охраны исторических памятников Эльзаса, первым президентом которого стал в 1855 году.
Автор многочисленных научных публикаций. Напечатал: «Histoire de la Basse-Alsace» (1859), «Lettres sur les arhives départementales du Bas-Rhin» (Страсбург, 1861), «Inventaire sommaire des archives départementales du Bas-Rhin» (там же, 1863—1870).
Многочисленные мелкие сочинения (между ними «Biographies alsaciennes») вошли в состав его «Oeuvres choisies» (Нанси, 1869—1871). На немецком языке изданы «Moderne Kulturzustände im Elsass» (Страсбург, 1872—1874), драма «Heinrich Waser» (там же, 1875), «Zur Geschichte der modernen französischen Litteratur» (там же, 1877), «Dramatische Bilder aus Strassburgs Vergangenheit» (там же, 1876).
Под псевдонимом Луи Лафатер написал ряд романов: «Henri Farel» (1834; по-немецки издал H. Ludwig, Штутгарт, 1891), «Le nouveau Candide» (1835), «Roger de Manesse» (1849). Ср. Kraus, «Ludwig S.» (Страсбург, 1880).
С 1870 года был членом-корреспондентом Баварской академии наук.